# نظام معلومات الأسماء الجغرافية

شعار الماسح الجيولوجي الأمريكي

نظام معلومات الأسماء الجغرافية (بالإنجليزية: Geographic Names Information System)‏ هو قاعدة بيانات تحتوي أسماء ومعلومات مواضع لأكثر من إثني مليون معلمًا في الولايات المتحدة الأمريكية والأراضي التابعة لها. يعدّ النظام معجمًا جغرافيًا. تم تصميم نظام معلومات الأسماء الجغرافية بواسطة هيئة المسح الجغرافي للولايات المتحدة بالتعاون مع مجلس الولايات المتحدة للأسماء الجغرافية؛ بهدف توحيد الأسماء الجغرافية للمواقع في الولايات المتحدة.
قاعدة البيانات للأسماء الجغرافية جزء من نظام يتضمن معلومات طبوغرافية ومراجع للكتب. يتم فيه الاستشهاد بأسماء الكتب والخرائط التاريخية التي تؤكد اسم المكان أو المعلم. وسجلت الأسماء المتعددة، والبديلة للاسم المعتمد فيدراليًا للمعلم. لا تمحو قاعدة البيانات أي مدخلة، إلا في حالة وقوع تكرار واضح والاسماء الجغرافية لايمكن الاستغناء عنها من أهمتها وضعوها العلماء و المؤسسات لتسهيل قراءت الخريطه بشكل واضح و قامو باحضار عالم لقراءة خريطة بدون اسماء جغرافية وفشل في التعرف.

## تغيير الأسماء
يقبل النظام طلبات المواطنين لتغيير أسماء المواقع والمعالم، من خلال صفحة الويب هذه يمكن تقديم طلب لتغيير اسم، المبرر التغيير وداعمون له مطلوبان. تخصص اجتماعات لمناقشة التغييرات والمقترحات.

## وصلات خارجية
- نظام معلومات الأسماء الجغرافية
- مجلس الولايات المتحدة للأسماء الجغرافية